# Follingbo sjukhus

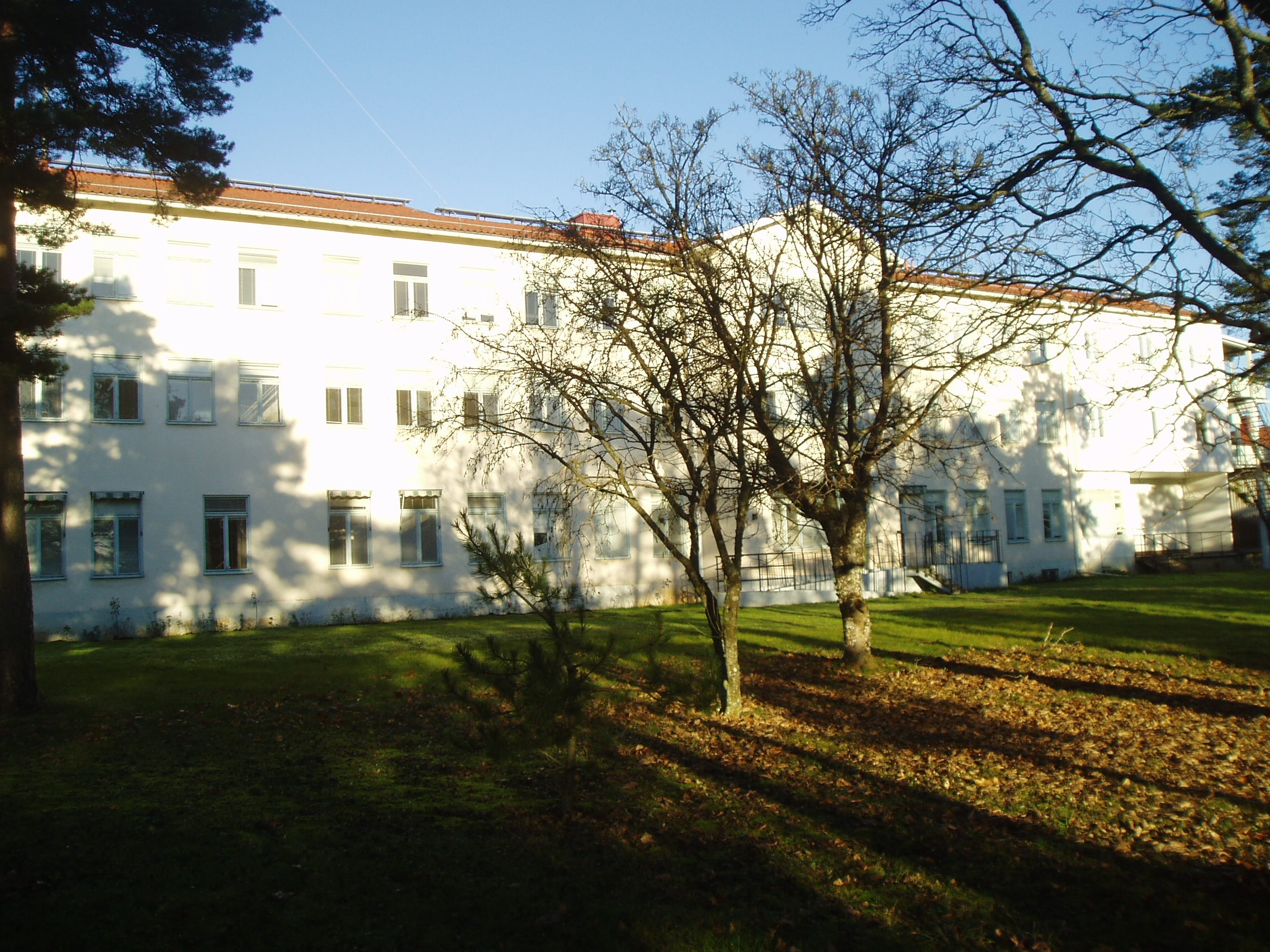
Tallbackens sjukhem.

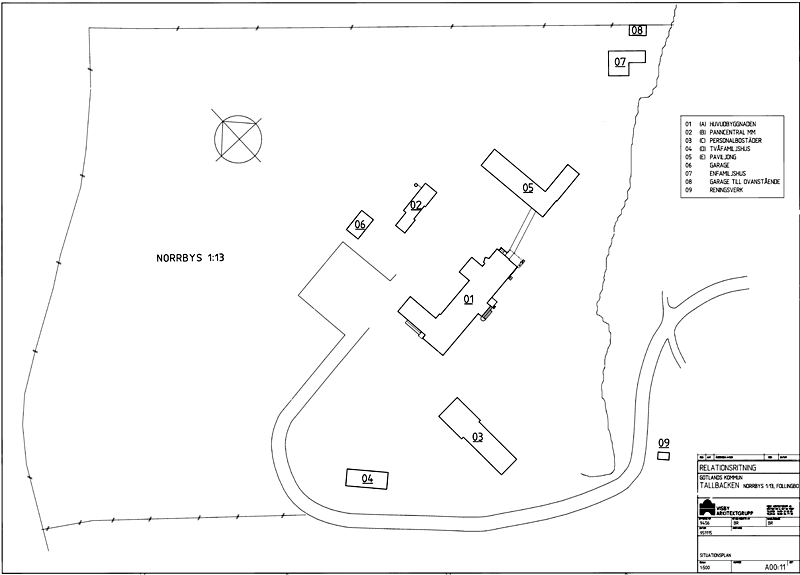
Planritning över området.

Follingbo sjukhus, även kallat Tallbacken, är ett tidigare sjukhem och sanatorium beläget i socknen Follingbo strax utanför Visby på Gotland, uppfört 1910 och tillbyggt i etapper under 1950- och 1960-talet. Huvudbyggnaden är en 3 500 m² trevånings betongbyggnad, de båda sidobyggnaderna är på 1 400 m² respektive 1 200 m² och övriga byggnader är en före detta överläkarvilla, ett tvåfamiljshus, ett garage och en värmecentral (pellets och olja). Området har eget vatten och avloppssystem och marken är på cirka 82 000 m², belägen på en plats som är en av Gotlands högsta punkter, nästan 100 meter över havet. Follingbo sjukhus spelar en av huvudrollerna i författaren Anna Janssons bok Främmande fågel (2006) och som sändes som TV-serie i TV4 under hösten 2008.

## Sanatoriet
Tuberkulosvården vid Gotlands läns tuberkulossjukstuga i Follingbo började i oktober 1910. Anläggningen hade 25 vårdplatser. Efter ett par decennier började patienttillströmningen bli för stor för sjukstugan, och ytterligare en tbc-klinik, Visby tuberkulossjukstuga, inrättades i Visby 1931. En del patienter hänvisades till fastlandet, bland annat till Rävlanda barnsanatorium samt för vuxenvård till Hässleby sanatorium i Småland. Follingbo tuberkulossjukstuga till- och ombyggdes under 1940-talet, varvid antalet vårdplaster utökades till 64. Anläggningen uppfyllde därmed kraven för att byta benämning från sjukstuga till sanatorium. Sanatoriet stod i sitt nya skick färdigt 1944. 
Då tbc-fallen under 1950-talet drastiskt minskade i antal, började man inom landstinget diskutera en partiell omställning av sanatoriet till långvårdsklinik. Året 1956 fattade landstinget beslut att bygga om den så kallade E-paviljongen,som uppförts under andra världskrigets slutskede, till kronikerhem, varvid dock 8 platser skulle behållas för sanatoriepatienter. Under 1970- och 80-talen fanns på Follingbo en lungavdelning, som drevs  med lungläkare från Stockholm eller Uppsala, som kom på besök en gång i veckan.

## Sjukhem
Sjukhuset  användes i huvudsak för demensvård men även alkohol- och missbrukarvård har förekommit under 1990-talet. Sjukhuset lades ner 2003 men har använts sporadiskt fram till september 2005 som reservanläggning då andra vårdhem på Gotland genomgick renoveringar. 

## Boda Borg
Den 30 november 2006 köptes Follingbo sjukhus upp av det gotländska företaget Nya Banor AB för att etablera franchiseverksamheten Boda Borg. Bygget inleddes den 8 januari 2007 och anläggningen öppnades för allmänheten den 17 juni samma år. Under byggperioden så anpassades huvudbyggnaden till Boda Borgs verksamhet vilket bland annat innefattade bygget av 54 äventyrsrum, ett café, en lekarea för de minsta (Mini Borg), reception, konferensanläggning samt ett vandrarhem med ca 70 sängplatser.

## Bostäder
Innan Boda Borg etablerade sig så stod Tallbacken mer eller mindre folktom, men genom avstyckningar och försäljningar av de kringliggande byggnaderna så bor där nu cirka 24 hushåll permanent i hyresrätter och villor plus att arbetet just påbörjats med att uppföra fyra nya villor byggda av Myresjöhus på mark tillhörande den gamla fastigheten. Ytterligare expansion är planerad och inom ett år förväntas ytterligare fyra villor vara på väg att byggas plus att cirka 15 bostadsrätter kommer att vara etablerade i en redan befintlig byggnad.